# Henri Deglane (Ringer)

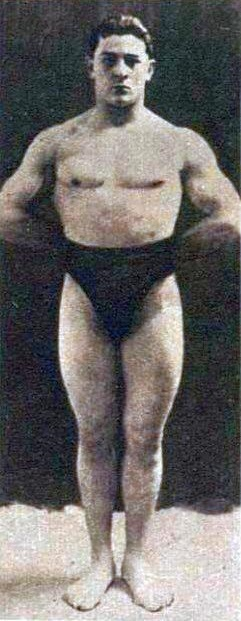
Henri Deglane, 1924

Jean Henri Deglane (* 22. Juni 1902 in Tours; † 7. Juli 1975) war ein französischer Ringer und Olympiasieger von 1924.
Deglane stammte aus Nizza. Bei seinem Olympiasieg 1924 in Paris ließ er den zweifachen Weltmeister Edil Rosenqvist aus Finnland und Raymund Badó aus Ungarn hinter sich und gewann damit den Schwergewicht-Wettbewerb im griechisch-römischen Stil.